# Oakman, Alabama
Oakman là một thị trấn thuộc quận Walker, tiểu bang Alabama, Hoa Kỳ. Dân số năm 2009 là 915 người, mật độ đạt 115 người/km².